# 士部
士部（しぶ）は、漢字を部首により分類したグループの一つ。
康熙字典214部首では33番目に置かれる（3画の4番目）。

## 概要
士部には「士」を筆画の一部として持つ漢字を分類している。

「士」は、男性、特に支配力を握る男性、または学芸に秀でた知識人を意味する。
単独の「士」字は、鉞を象る象形文字である。『説文解字』では「一」+「十」と分析されているほか、陰茎を象った象形文字という説もあるが、甲骨文字の形を見ればわかるように、どちらも誤った分析である。
偏旁の意符としては男性に関することを示し、「壮」・「壻」などがこれに当たるが、現在士部に所属する漢字の大部分は、「壬」「壺」などのように「士」とは字源的に無関係で楷書の筆画に基づいて便宜的に分類されているだけの漢字である。
現代の中国の簡体字の部首分類法では、士部は土部に統合されている。

## 部首の通称
- 日本：さむらい、さむらいかんむり
- 韓国：선비사부（seonbi sa bu、学者の士部）
- 英米：Radical scholar

## 部首字
士
- 広韻 - 鉏里切、止韻
- 詩韻 - 紙韻、上声
- 三十六字母 - 牀母二等
- 日本語 - 音：シ（漢音）・ジ（呉音）
- 中国語 - ピンイン：shì 注音：ㄕˋ ウェード式：shih 4
- 朝鮮語 - 訓音：선비（seonbi、知識人） 사(sa)

甲骨文
金文
大篆
小篆

## 例字
- 士
- 壬・壮・壱・声（聲→耳部）・売（賣→貝部）・壺・壽（寿→寸部）・夀
- 壻（婿の本字）